# آلستوم
آلستوم، یک شرکت چندملیتی فرانسوی است که در زمینه صنعت ترابری و به‌ویژه در حوزه طراحی، توسعهٔ فناوری و ساخت لوکوموتیوها و دیگر خودروهای ریلی فعالیت می‌کند.
این شرکت در سال ۱۳۷۸ فناوری ساخت لوکوموتیو دیزلی-الکتریکی AD43C را به شرکت واگن‌پارس اراک واگذار کرد.
در سال ۲۰۱۵ بخش انرژی آلستوم در مزایده‌ای میان شرکت‌های زیمنس و جنرال الکتریک رسماً به جی‌ای پاور واگذار شد.

## جستارهای وابسته

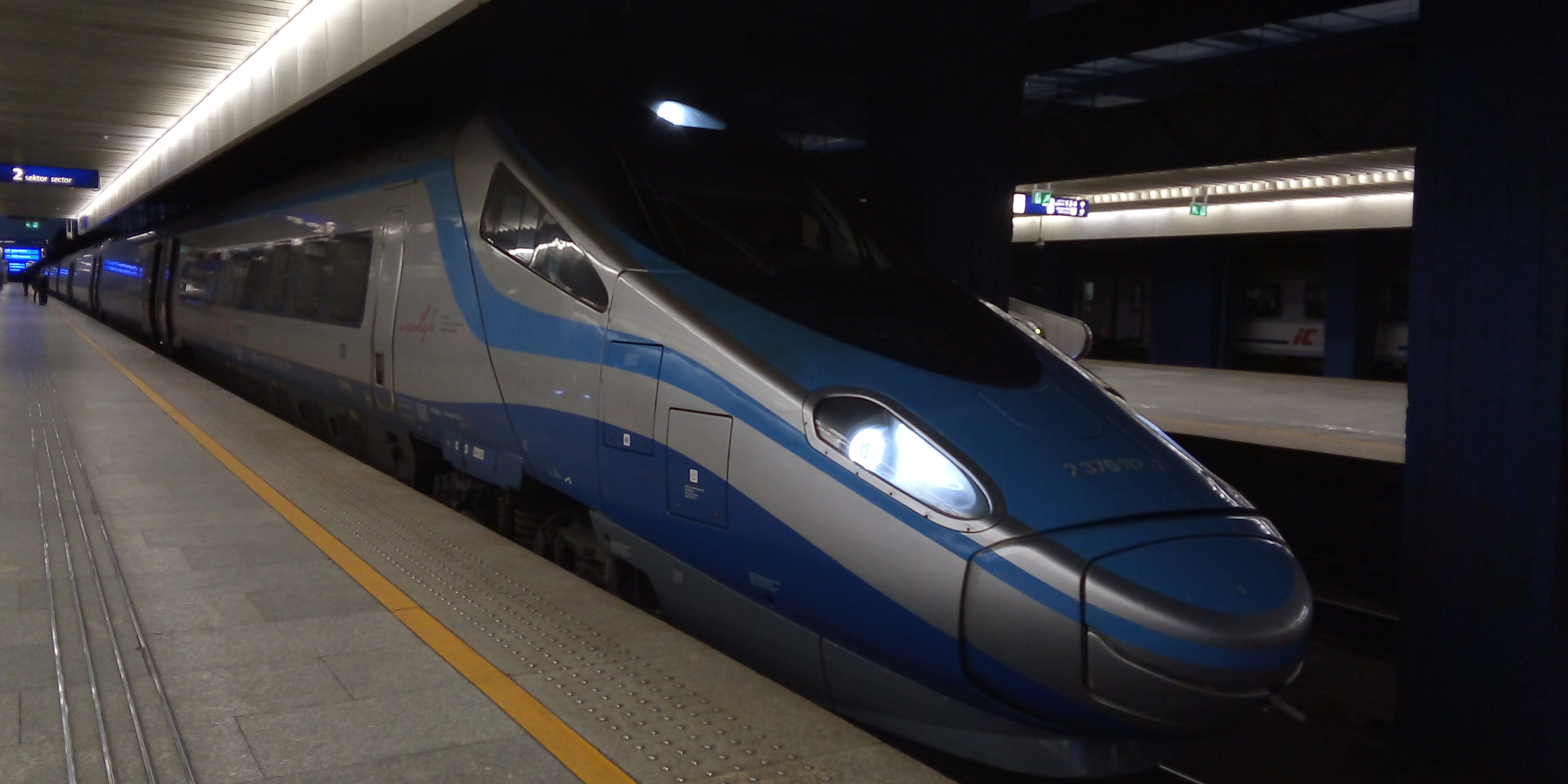
خودروهای ریلی آلستوم در متروی ورشو